# Ladeuze (helling)
De Ladeuze is een straat in Etikhove in de gemeente Maarkedal, Oost-Vlaanderen.

## Wielrennen

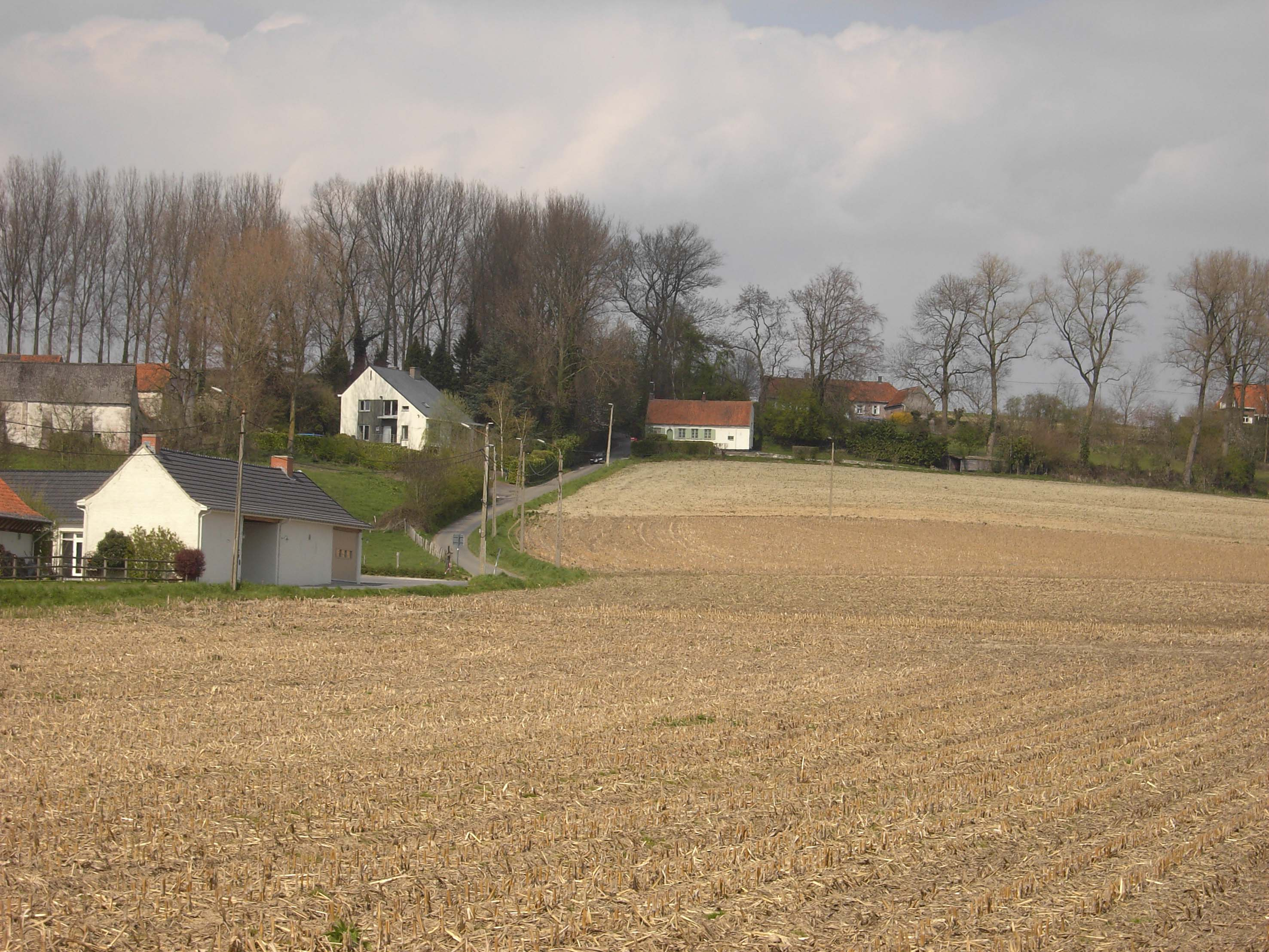
De Ladeuze

De steile Ladeuze is tevens een helling in de Vlaamse Ardennen. In 2003 maakte ze onderdeel uit van de Ronde van Vlaanderen, gezien er werkzaamheden aan de net iets oostelijker gelegen Eikenberg werden uitgevoerd. Ze werd in deze editie gesitueerd tussen de Taaienberg en de Boigneberg. Onderaan de Ladeuze ligt de Ladeuzemolen in de Maarkebeekvallei.
In 2019 wordt ze voor de tweede maal opgenomen in de Ronde, nu als derde helling tussen de Kortekeer en de Wolvenberg.
In 2022 wordt de helling opgenomen in de klassieker Dwars door Vlaanderen.
De helling is ook opgenomen –als afdaling– in de rode lus van de recreatieve fietsroute Ronde van Vlaanderenroute.

## Afbeeldingen

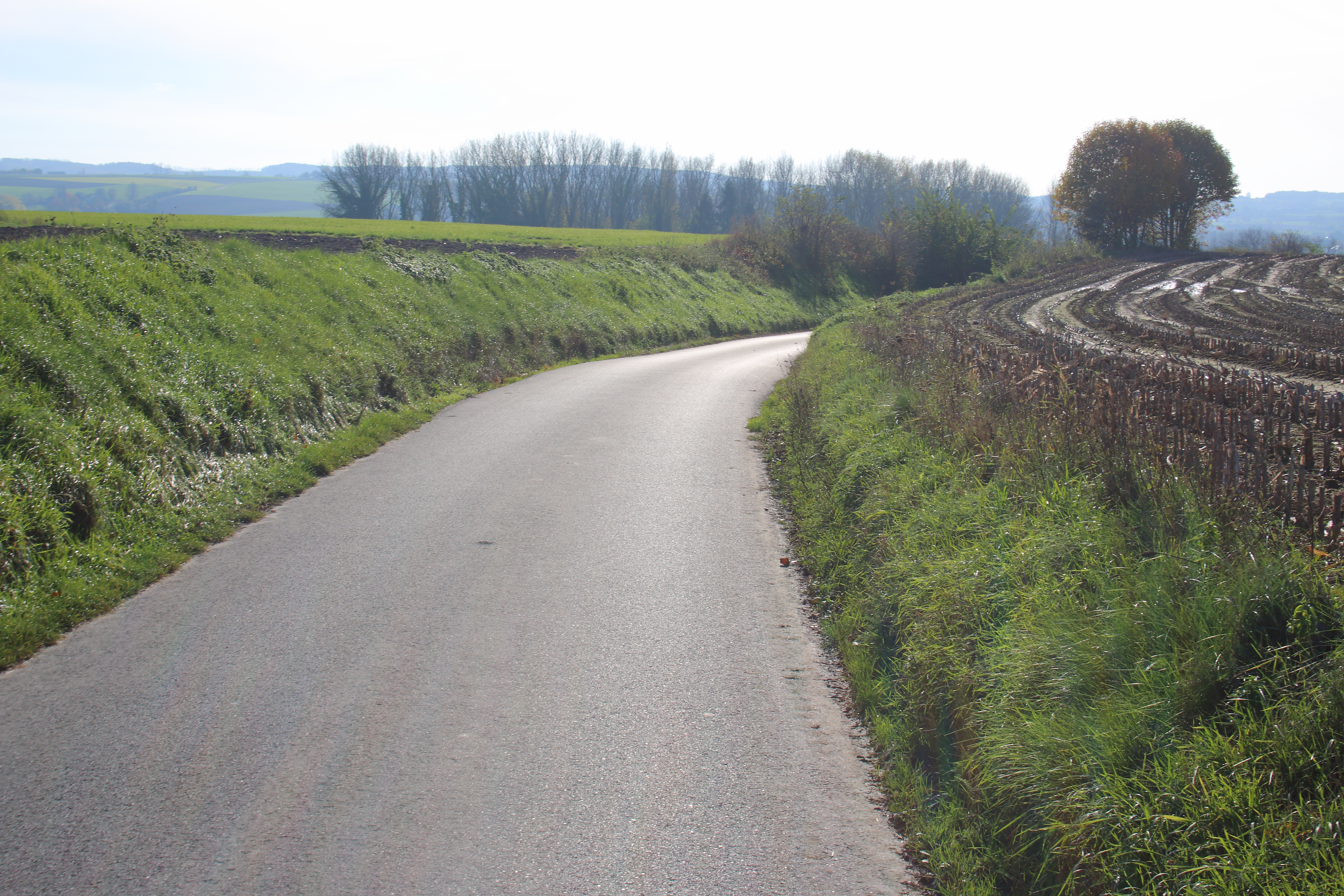
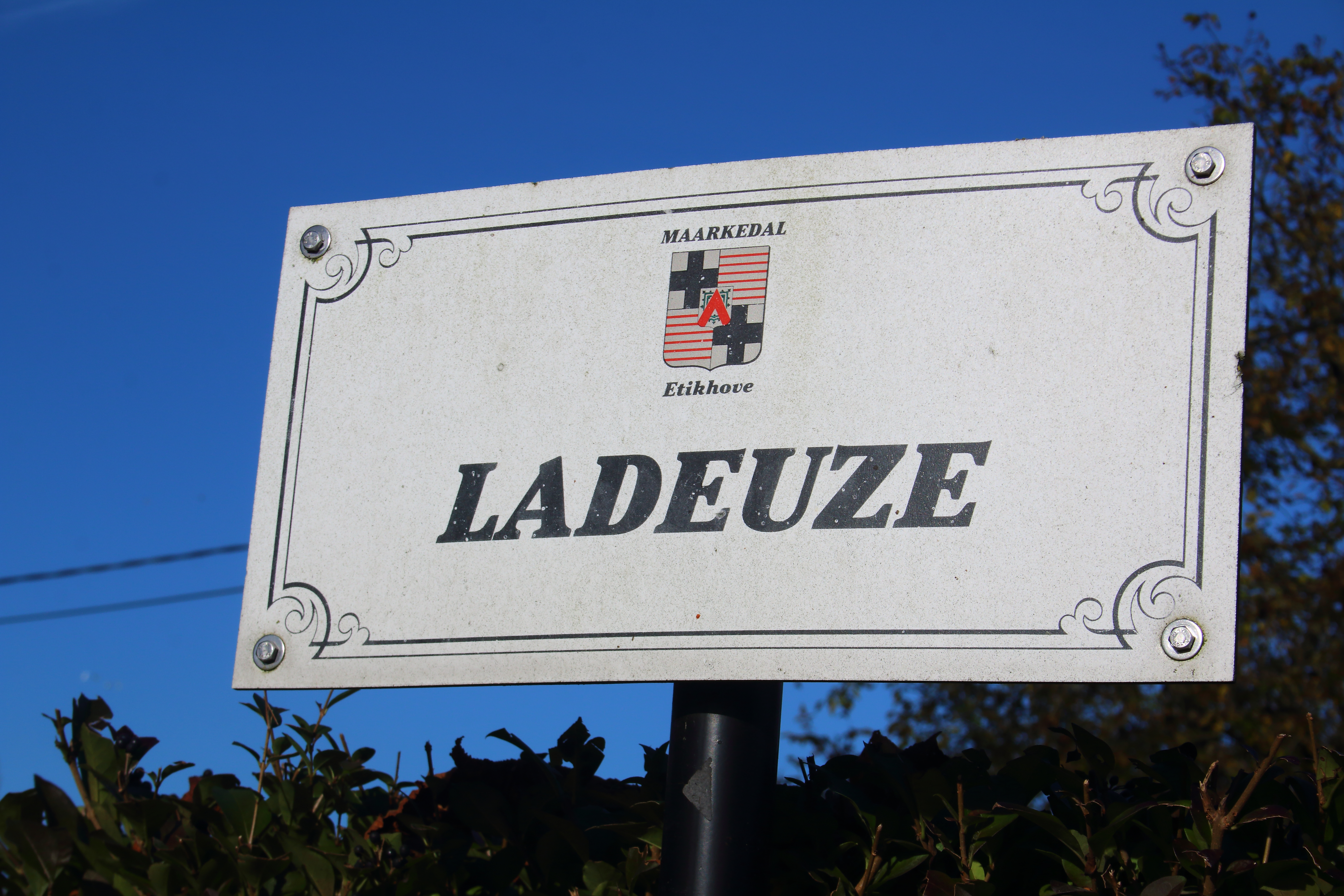
(wapen van Maarkedal)
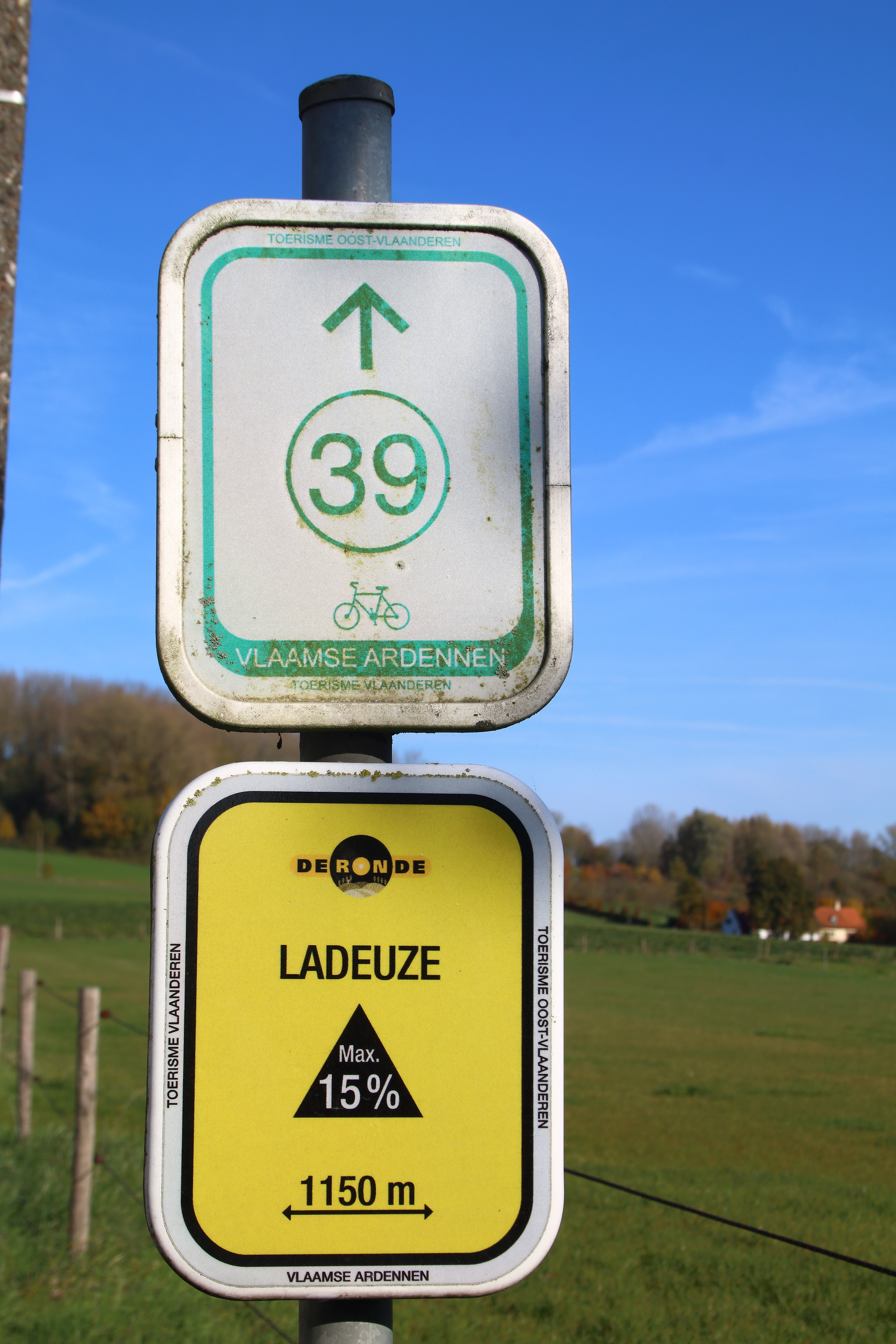
Onderdeel van fietsroute